# Łossskot
Łossskot! – telewizyjny program kulturalny emitowany od września 2006 do czerwca 2009 (jeśli nie liczyć letnich relacji z festiwalu Era Nowe Horyzonty w lipcu 2009) w TVP1.
Program w swoim założeniu miał być nową formą prezentacji kultury w telewizji. Prowadzący, pisarz Jacek Dehnel, muzyk Tymon Tymański i dziennikarz Maciej Chmiel, w luźny sposób rozmawiali o wydarzeniach kulturalnych. Ich spotkanie odbywało się poza studiem telewizyjnym, każdy odcinek miał parafilmową fabułę. W dowcipny sposób prezentowali ciekawe wydarzenia kulturalne z dziedziny teatru, telewizji, literatury, kinematografii czy muzyki. Obok wyrazistych komentarzy prowadzących, na program składały się z wywiady z artystami oraz elementy komiczne. Innowacyjna i luźna formuła miała na celu popularyzację kultury w Polsce.
Program reżyserowany był przez Grzegorza Jankowskiego, Elżbietę Rottermund, Adama Dzienisa oraz Filipa Dzierżawskiego.

## Historia
Tymon Tymański początkowo nie chciał się zgodzić na udział w projekcie, przekonał go reżyser Łossskotu! Grzegorz Jankowski, zapowiadając nieszablonową formułę program. Jankowski i Tymański nakręcili później razem film Polskie Gówno. Muzyk opisywał kulisy pracy nad programem na swoim blogu w Trójmiejskim wydaniu Gazety Wyborczej.
Program nadawany był po 23:00. We wrześniu 2006 program oglądało średnio 504 tys. widzów.

## Tytuł
Początkowo program miał nosić tytuł Łoskot, sprzeciw wobec takiego tytułu zgłosił Mikołaj Trzaska, lider zespołu Łoskot. Zarzucił TVP bezprawne wykorzystanie dobra osobistego zespołu. Trzaska i Tymański grali razem w zespole Miłość a w latach 90. w Trójmieście tworzyli scenę yassową. Prowadzący odcinał się od wyboru tytułu programu. Mimo że nazwa nie była zastrzeżona w urzędzie patentowym, na trzy godziny przed pierwszą emisją zmieniono tytuł na Łossskot!.

## Nagrody
W pierwszym odcinku nadanym we wrześniu 2006, reżyserowanym przez Grzegorza Jankowskiego, zestawiono najnowsze Harlequiny i książkę Marka Krajewskiego Festung Breslau; filmy Miami Vice Michaela Manna i Kochankowie Roku Tygrysa Jacka Bromskiego oraz płyty The Mars Volta i Paris Hilton. Film Kochankowie Roku Tygrysa prowadzący wyrzucili z helikoptera.
Odcinek został w 2007 uhonorowany Nagrodą Srebrnej Tablicy na 43. Międzynarodowym Konkursie Produkcji Telewizyjnej w Chicago (Hugo Television Awards) w kategorii magazyn informacyjny.
Autorzy programu w 2006 i 2007 nagrody Fajerwerki. W 2006 Grand Prix otrzymał Wrocław, w kategorii, książki uhonorowano: Powolny człowiek Johna Maxwella Coetzee i Anna In w grobowcach świata Olgi Tokarczuk; a w kategorii muzyka: orkiestra Arte Dei Suonatori, musical w teatrze Capitol Śmierdź w górach i Przegląd Piosenki Aktorskiej.